# Fort Bidwell (Kalifornija)
Fort Bidwell je naseljeno područje za statističke svrhe u američkoj saveznoj državi Kalifornija. Prema popisu stanovništva iz 2010. u njemu je živjelo 173 stanovnika.